# Малаканд (округ)
Малаканд (урду ضلع ملاکنڈ‎, англ. Malakand District, пушту ملاکنډ ولسوالۍ‎) — один из 25 округов пакистанской провинции Хайбер-Пахтунхва.

## Административно-территориальное устройство
В округе есть два техсила:
- Сам-Ранизай
- Сват-Ранизай

## Население
Согласно переписи населения 1998 года, в округе Малаканд проживает 452 291 человек.